# Colt's Manufacturing Company
För andra betydelser, se Colt.
Colt's Manufacturing Company, LLC (CMC, tidigare Colt's Patent Firearms Manufacturing Company) är en amerikansk vapenfabrikant, grundad 1855 av Samuel Colt. 

## Historik
Redan 1842 såg det mörkt ut för företaget och de tvingades stänga sin fabrik Patent Arms Manufacturing i Paterson, New Jersey. Men när det Mexikanska kriget började, letade en armékapten, Samuel H. Walker, upp Colt och tog tillsammans med honom fram en ny och mer kraftfull revolvermodell. Inom en vecka beställde den amerikanska regeringen över 1 000 exemplar och i mitten av 1847 var ordern färdiglevererad. Colt var nu tillbaka på marknaden och sedan hände följande:
- 1851 - Sam Colt blev den förste amerikanen att öppna en fabrik i England. När inbördeskriget bröt ut försåg Colt endast Unionens armé med vapen.
- 1867 - Gatlingkulsprutan börjar tillverkas.
- 1901 - Colt gick ur familjens ägo.
- 1955 - Colt köps upp av Penn-Texas Corporation på grund av ekonomiska problem.
- 1988 - Colt förlorar kontraktet på M16-gevären.
- 1990 - Man byter namn till Colt's Manufacturing Company.
- 1994 - Tillverkningen flyttas från Hartford till West Hartford.
- 1997 - Colt får kontrakt på att tillverka 6 000 M4-automatkarbiner åt amerikanska regeringen

## Revolvrar
Kollektion på Metropolitan Museum of Art, New York (urval).

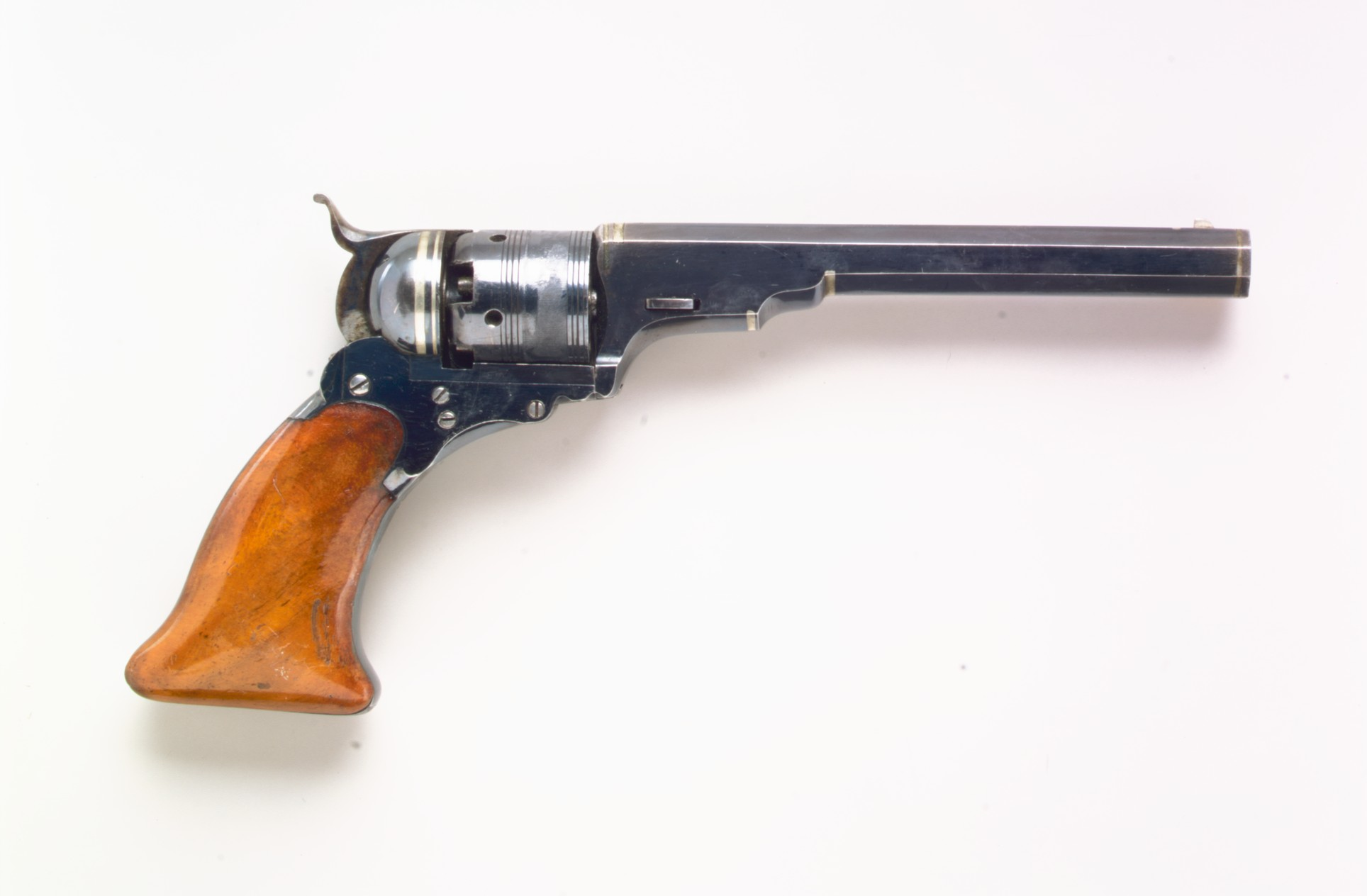
Colt Paterson Percussion Revolver, No. 3, Belt Model, Serial no. 156 (ca. 1838)
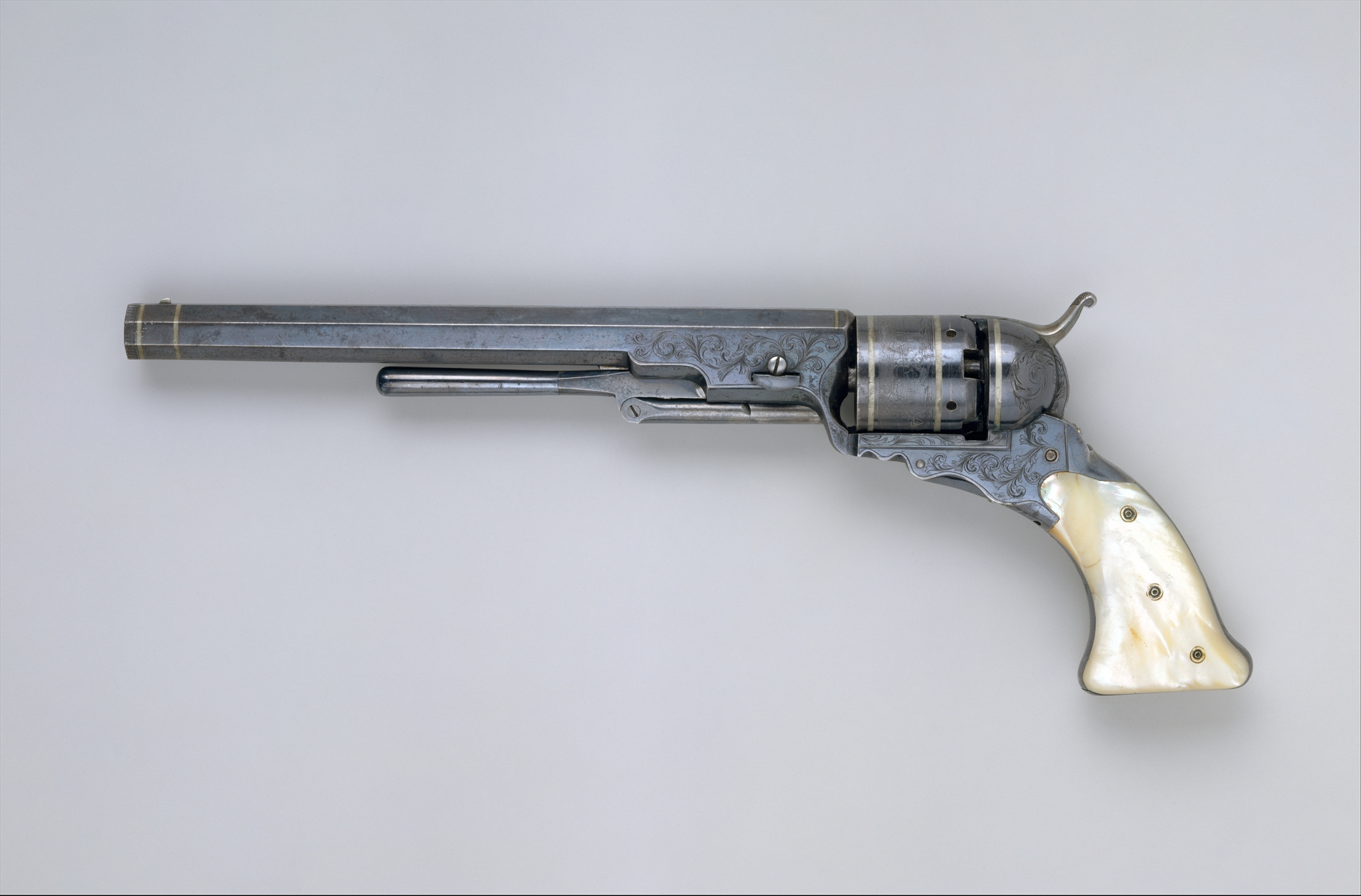
Colt Paterson Percussion Revolver, No. 5, Holster Model (ca. 1840)
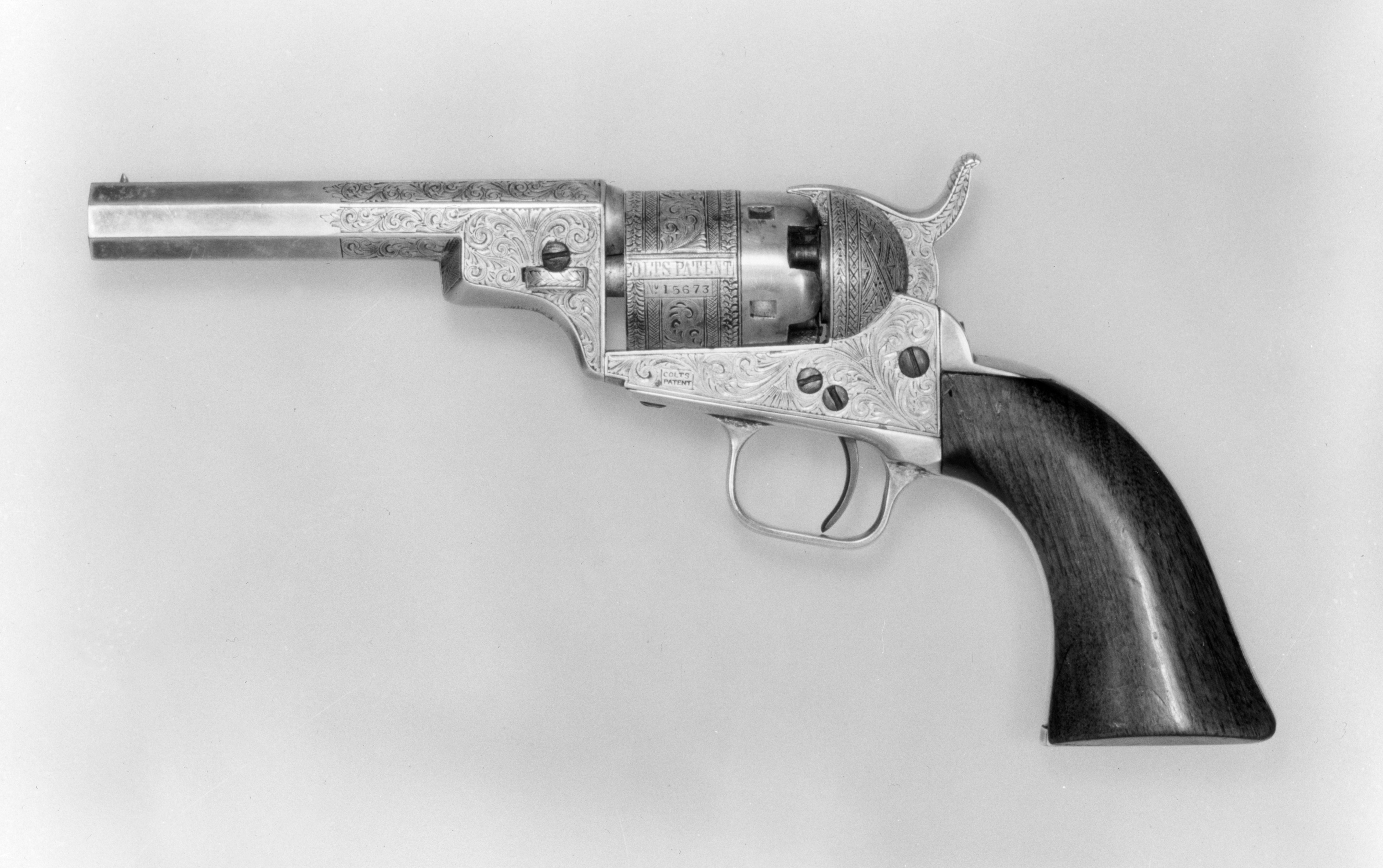
"Wells Fargo" Colt Revolver (ca. 1851)
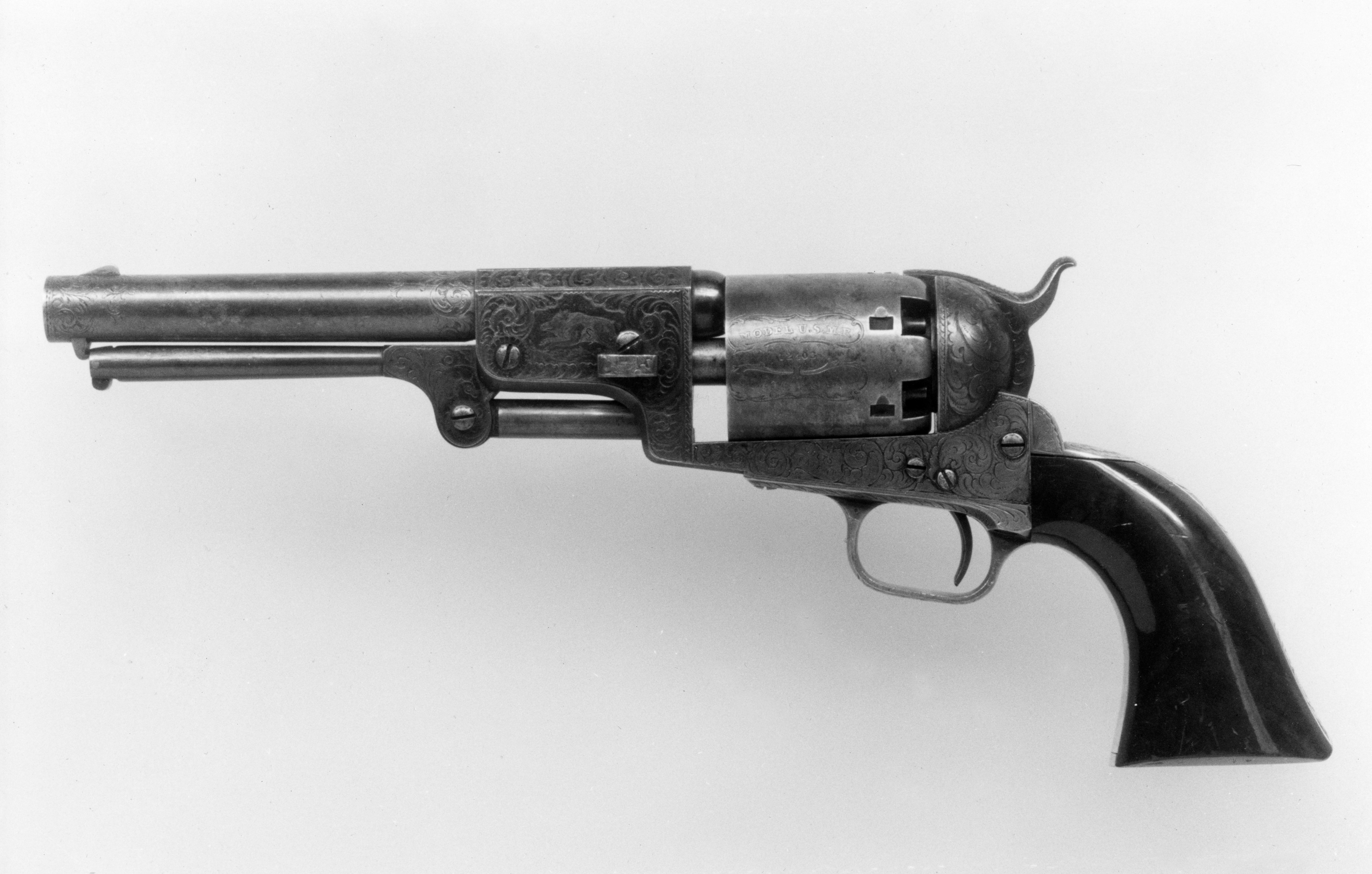
Colt Dragoon Percussion Revolver, Third Model, serial no. 12403 (1852)
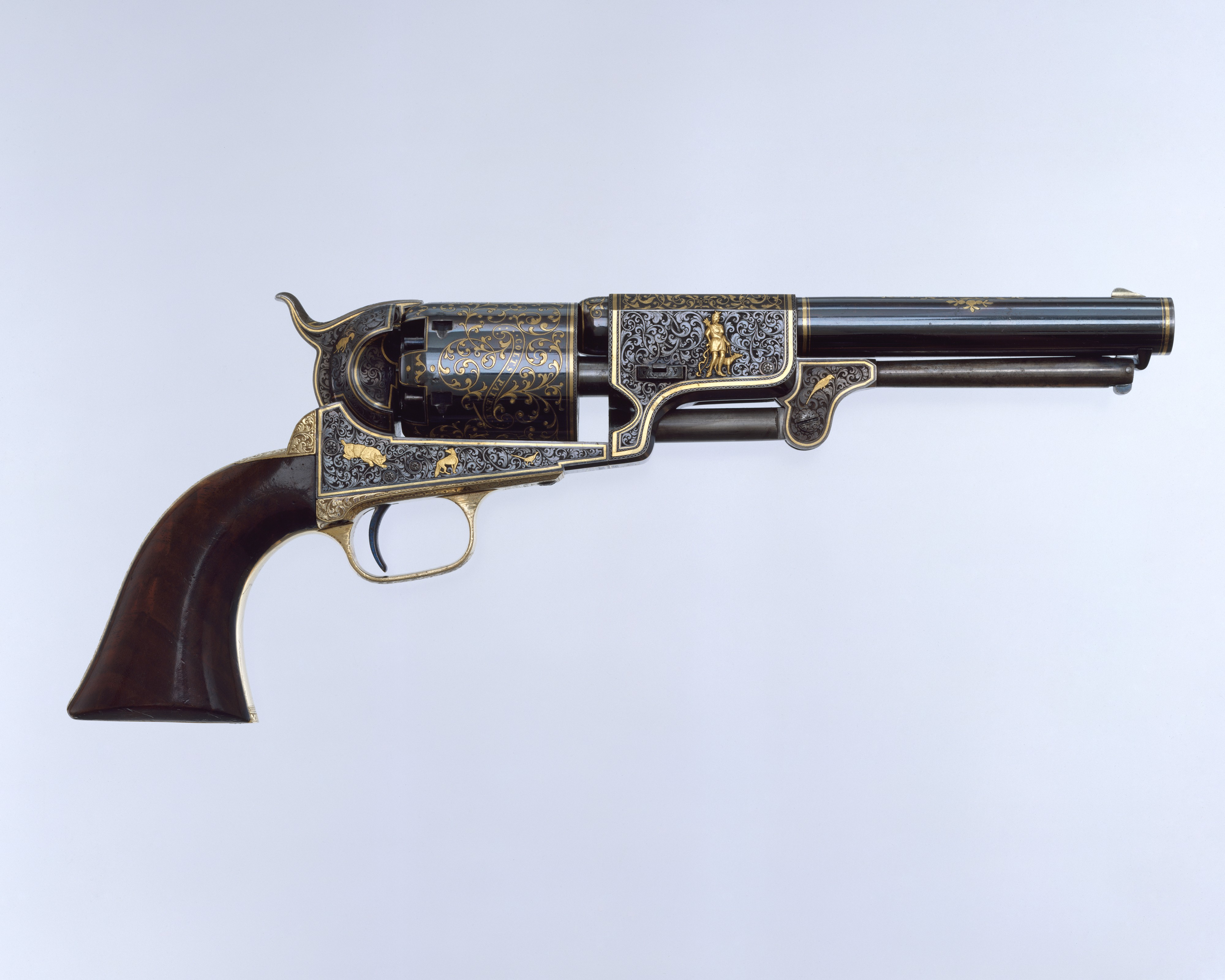
Colt Third Model Dragoon Percussion Revolver, Serial Number 12406 (ca. 1853)
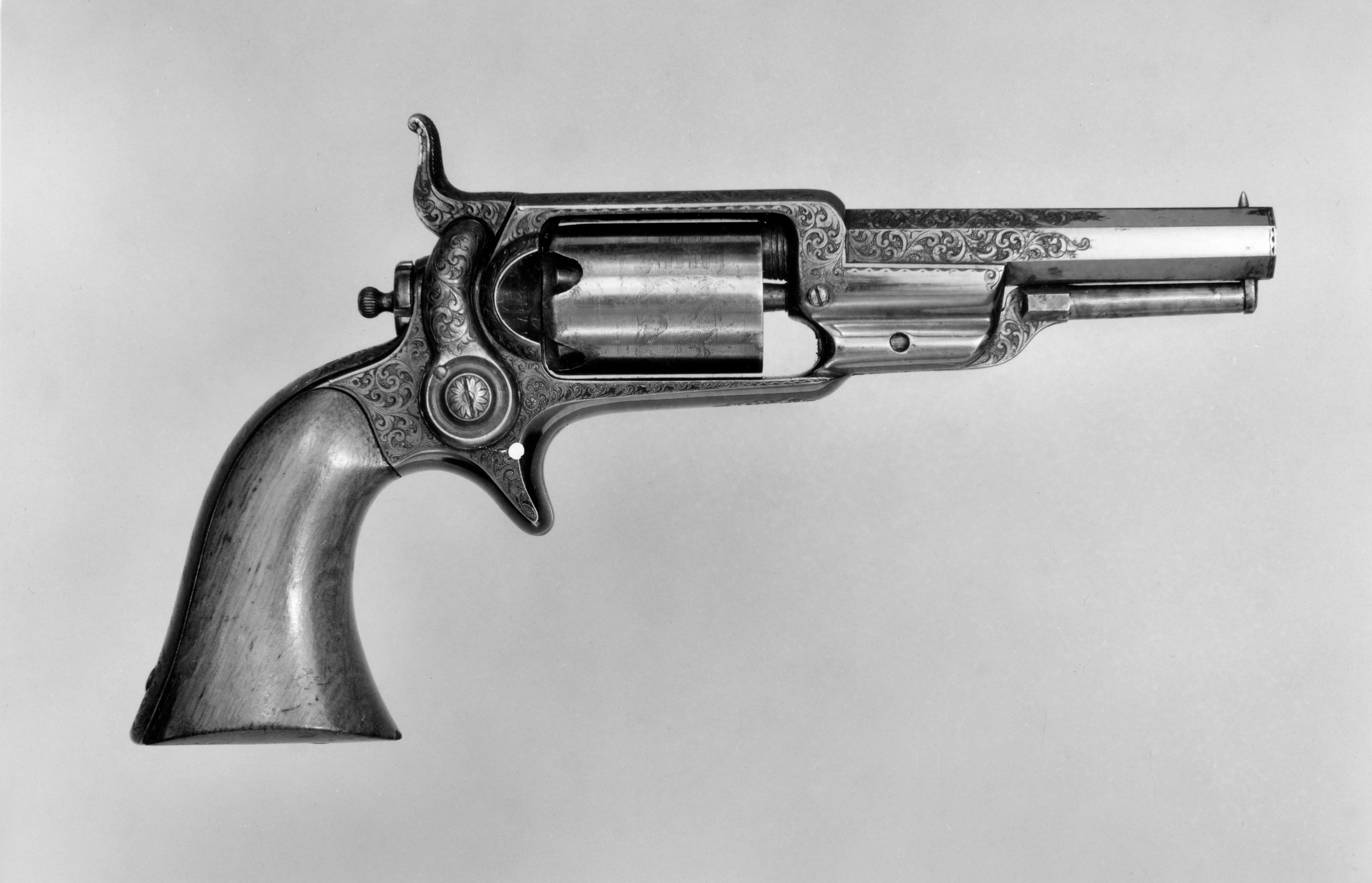
Colt Model 1855 Pocket Percussion Revolver, Serial no. 4460 (1855)
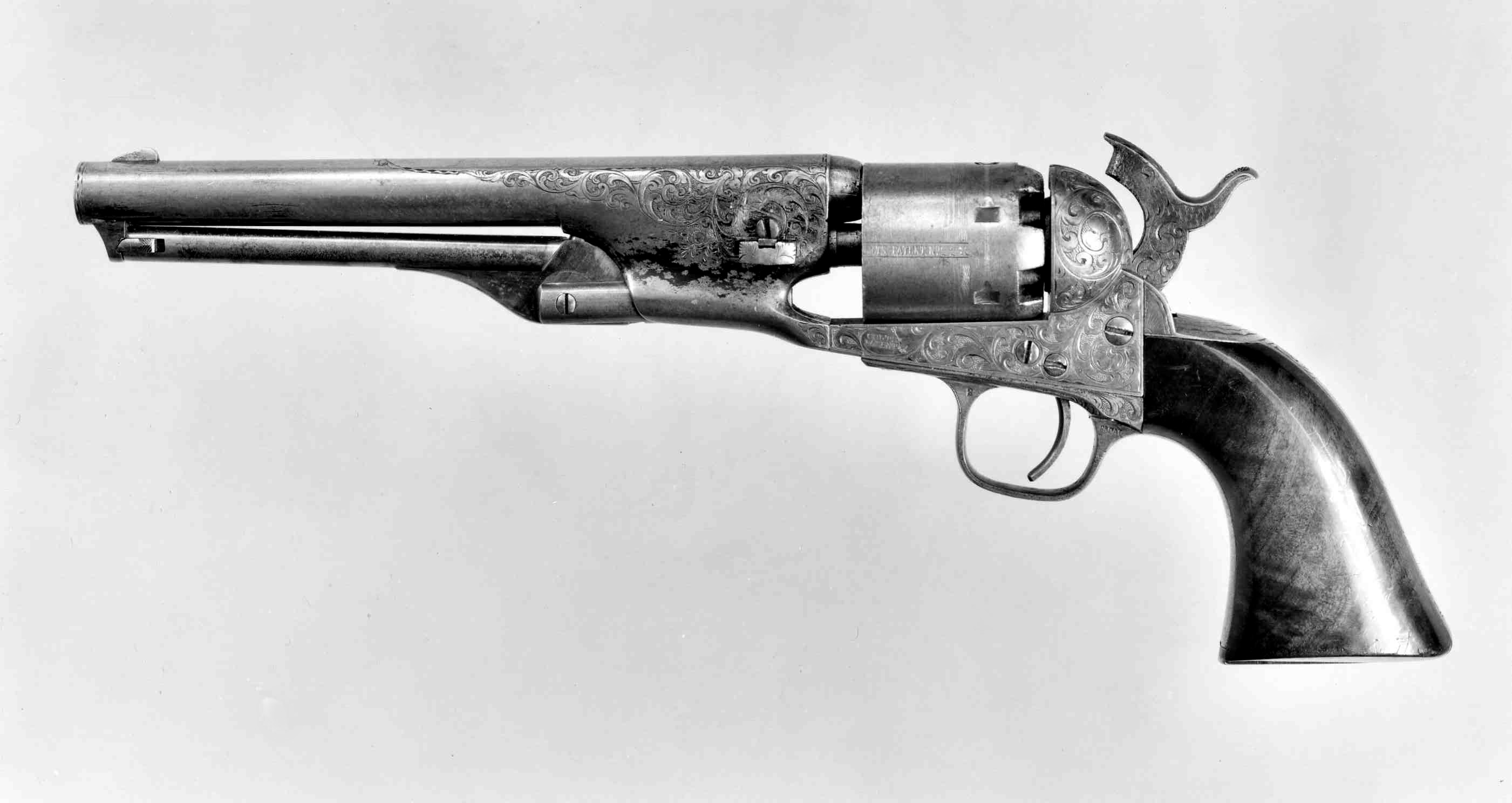
Colt Model 1861 Navy Percussion Revolver, serial no. 12240 (1863)
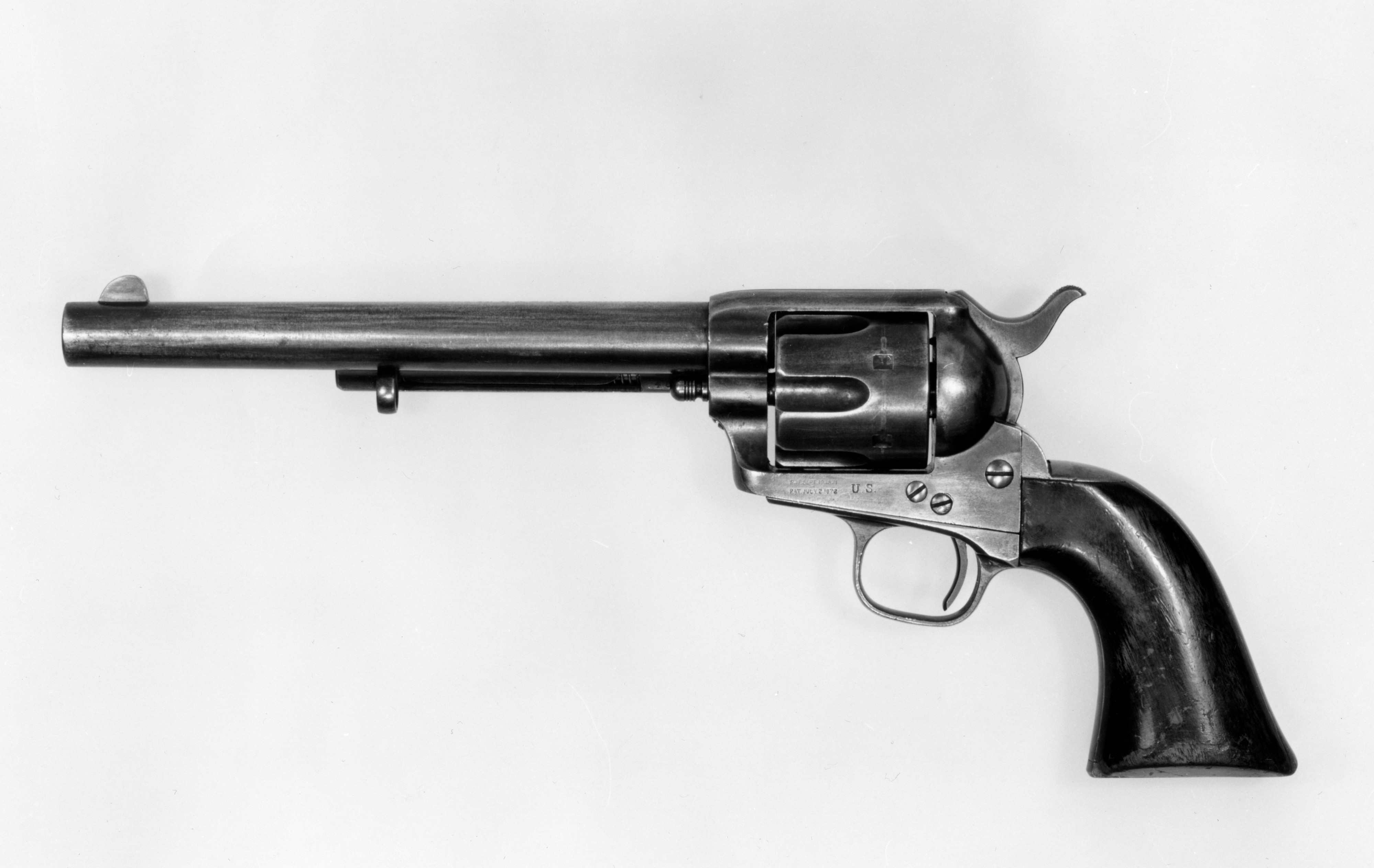
"Peacemaker" Colt Single-Action Army Revolver, serial no. 4519 (1874)